# 17048 Nicolesegaran
17048 Nicolesegaran è un asteroide della fascia principale. Scoperto nel 1999, presenta un'orbita caratterizzata da un semiasse maggiore pari a 2,182231 UA e da un'eccentricità di 0,166755, inclinata di 1,323713° rispetto all'eclittica. Ha un periodo di rotazione di 3,72 ore.